# 鷹場村
鷹場村（たかばむら）は、愛知県愛知郡にあった村。現在の名古屋市中村区の一部にあたる。

## 地理
庄内川左岸の沖積平野に位置していた。

## 歴史
- 1889年（明治22年）10月1日、町村制の施行により、愛知郡栄村、則武村が合併して村制施行し、鷹場村が発足[1][2]。旧村名を継承した栄、則武の2大字を編成[2]。
- 1906年（明治39年）5月10日、愛知郡日比津村、織豊村と合併し、中村を新設して廃止された[1][2]。合併後、中村大字栄・則武となる[2]。

### 地名の由来
領主が鷹狩をした特定の鷹場に由来する。

## 産業
- 農業[3]